# Da uomo a uomo
Da uomo a uomo (br A Morte Anda a Cavalo) é um longa-metragem italiano de 1967 do subgênero western spaghetti, dirigido por Giulio Petroni e estrelado por Lee Van Cleef e John Phillip Law.
Lançado nos Estados Unidos no ano de 1968 com o título "Death Rides a Horse", este filme tem como roteirista, Luciano Vincenzoni e sua trilha sonora é do premiadíssimo Ennio Morricone.

## Sinopse
O filme inicia-se com o assassinato, de modo cruel, da família de Bill Meceita (ainda criança), que testemunha o massacre sendo o único sobrevivente da tragédia. Desta maneira, Bill (John Phillip Law), tem um único objetivo na vida: matar os assassinos de sua família. Passados 15 anos, Ryan (Lee Van Cleef) cruza o caminho de Bill e ambos, cada qual a sua maneira, iniciam uma jornada de perseguição a inimigos em comum, porém, Bill desconhece que Ryan também fez parte do bando que dizimou sua família.

## Elenco

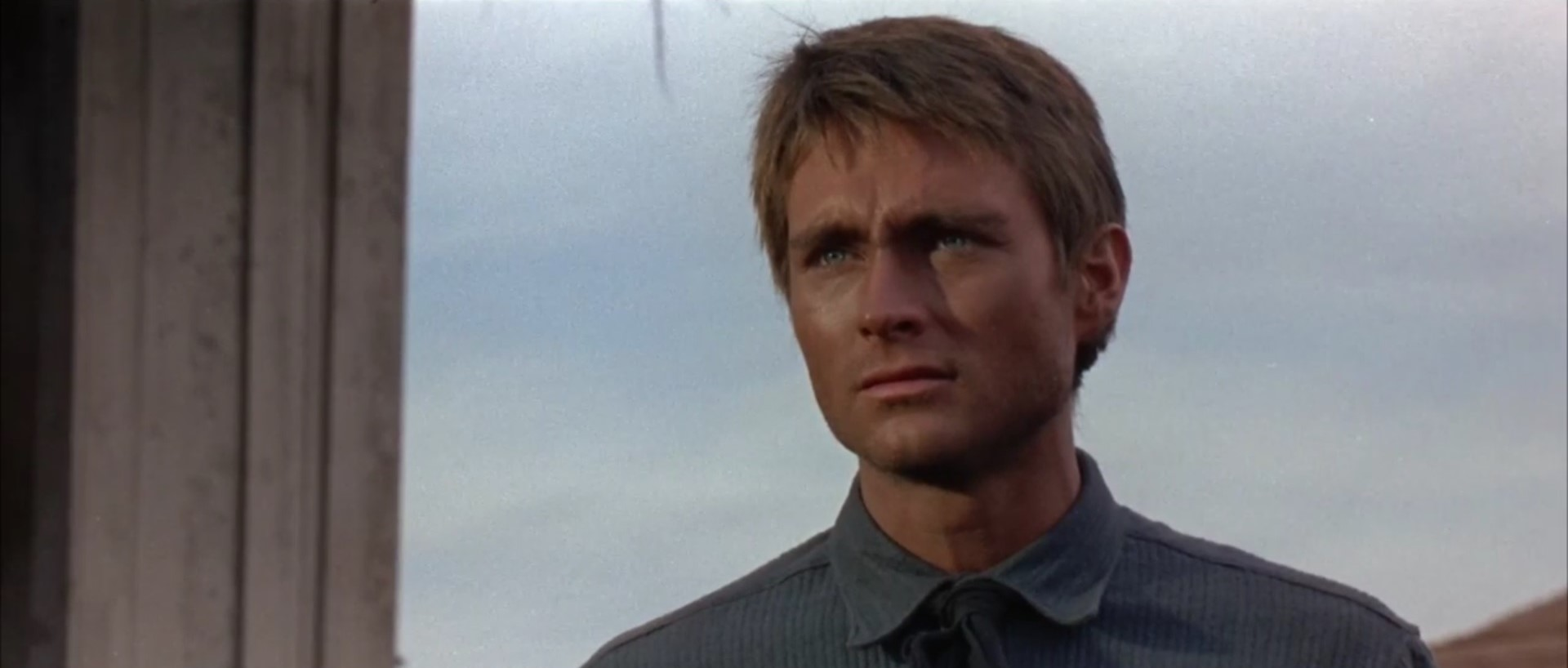
John Phillip Law

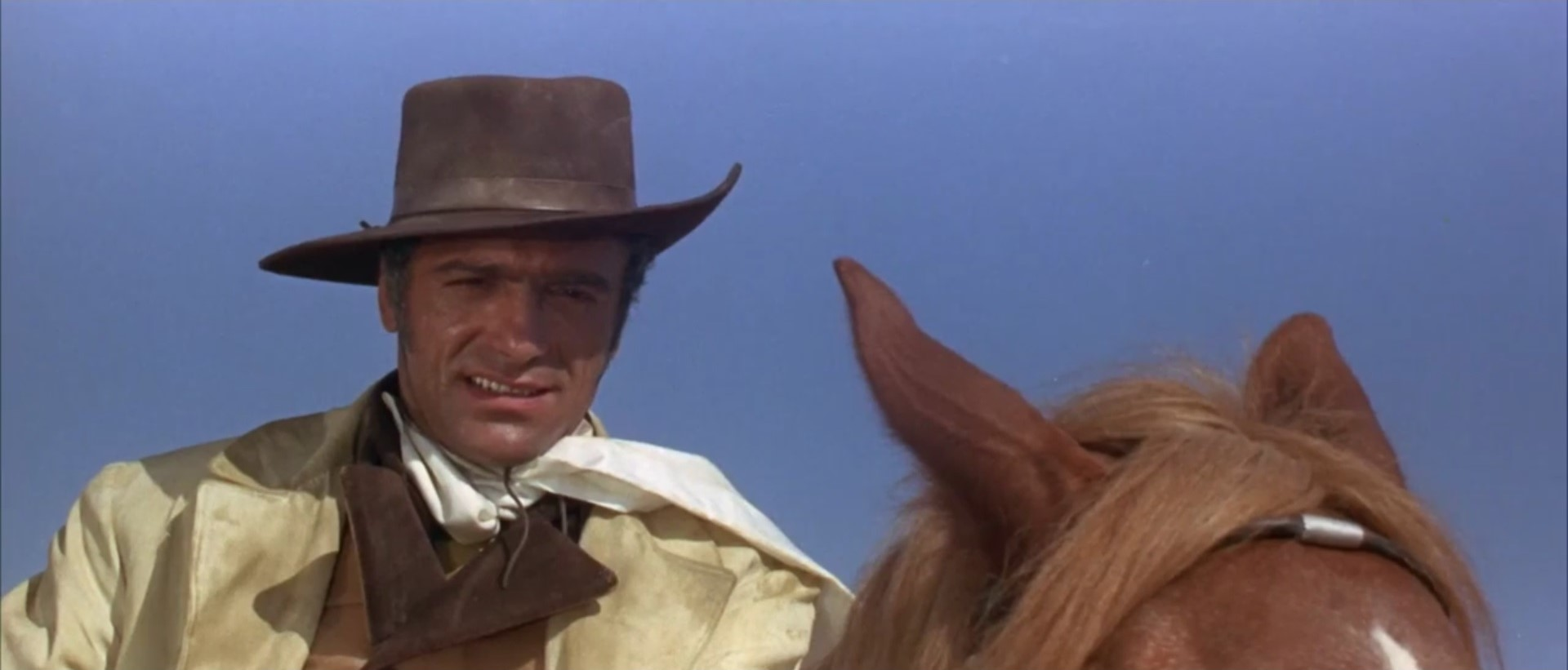
Luigi Pistilli

- Lee Van Cleef - Ryan
- John Phillip Law - Bill Meceita
- Mario Brega - Paco
- Luigi Pistilli - Walcott
- Anthony Dawson - Burt Cavanaugh